# OpenMusic
OpenMusic (OM) — это объектно-ориентированная визуальная среда программирования для композиции, которая основана на языке Common Lisp.
Она может быть также использована как универсальный графические интерфейс для языка лисп.

## Композиторы, использующие OpenMusic
- Alain Bancquart
- Brian Ferneyhough
- Joshua Fineberg
- Karim Haddad
- Eres Holz
- Michael Jarrel
- Fabien Lévy
- Fang Man Архивная копия от 8 февраля 2022 на Wayback Machine
- Philippe Manoury
- Tristan Murail
- Kaija Saariaho